# Teddy Mézague
Teddy Mézague (Marseille, 27 mei 1990) is een Frans voetballer van Kameroense afkomst die bij voorkeur als centrale verdediger speelt. Hij stroomde door vanuit de jeugdopleiding van Montpellier HSC.

## Clubcarrière
Mézague komt uit de jeugdacademie van Montpellier HSC. Tijdens het seizoen 2011/12 werd hij uitgeleend aan FC Martigues om wedstrijdervaring op te doen. Hij speelde 28 competitieduels in de Championnat National, waarin hij drie doelpunten scoorde. Het seizoen erop speelde hij in het eerste elftal van Montpellier. Tijdens het seizoen 2012/13 speelde hij vijf wedstrijden in de Ligue 1.
In 2014 nam Mézague een nieuwe start bij de Belgische eersteklasser Royal Mouscron-Péruwelz. Na twee seizoenen waagde hij zijn kans bij de Engelse vierdeklasser Leyton Orient FC, maa daar miste hij door een zware blessure bijna de hele heenronde. Na één jaar in Engeland keerde Mézague terug naar Moeskroen, maar daar verlengde hij op het einde van het seizoen zijn aflopende contract niet. Hierna kwam hij kort uit voor Dinamo Boekarest.

## Clubstatistieken
| Seizoen | Club            | Land               | Competitie           | Wedstr. | Doelp. |
| ------- | --------------- | ------------------ | -------------------- | ------- | ------ |
| 2010/11 | Montpellier HSC | Vlag van Frankrijk | Ligue 1              | 0       | 0      |
| 2011/12 | Montpellier HSC | Vlag van Frankrijk | Ligue 1              | 0       | 0      |
| 2011/12 | → FC Martigues  | Vlag van Frankrijk | Championnat National | 28      | 3      |
| 2012/13 | Montpellier HSC | Vlag van Frankrijk | Ligue 1              | 5       | 0      |
| 2013/14 | Montpellier HSC | Vlag van Frankrijk | Ligue 1              | 9       | 0      |
| 2014/15 | Excel Moeskroen | Vlag van België    | Jupiler Pro League   | 25      | 0      |
| 2015/16 | Excel Moeskroen | Vlag van België    | Jupiler Pro League   | 34      | 1      |
| 2016/17 | Leyton Orient   | Vlag van Engeland  | League Two           | 17      | 1      |
| 2017/18 | Excel Moeskroen | Vlag van België    | Jupiler Pro League   | 29      | 3      |
| Totaal  | Totaal          | Totaal             | Totaal               | 147     | 8      |

## Trivia
- Teddy's oudere broer Valéry Mézague verzamelde zeven caps voor Kameroen.